# Романовский, Иосиф Владимирович
Ио́сиф Влади́мирович Романо́вский (10 декабря 1935, Ленинград — 24 февраля 2021, Санкт-Петербург) — советский и российский математик и программист, доктор физико-математических наук (1970), профессор, заведующий кафедрой исследования операций математико-механического факультета СПбГУ, заслуженный деятель науки Российской Федерации. Автор большого количества научных публикаций и книг, почётный доктор ПетрГУ.

## Биография
Иосиф Романовский родился в 1935 году в Ленинграде. Отец, Владимир Борисович Романовский, возглавлял кафедру теоретической электротехники в Ленинградском институте инженеров связи. Мать, Анастасия Леонидовна, — дочь скульптора Леонида Шервуда.
Во время блокады был эвакуирован вместе с семьёй в Свердловск. После войны вернулся в Ленинград и в 1952 году поступил в Ленинградский Государственный Университет. Планировал поступать на математико-механический факультет, но по некоторым причинам первый год отучился на геологическом факультете, после чего был переведён на матмех.
Закончил математико-механический факультет в 1957 году. В тот же год поступил в аспирантуру, где занялся преподавательской и научной деятельностью, а также переводом научной литературы с английского на русский язык. Закончил аспирантуру в 1960 году, а в 1961 году защитил кандидатскую диссертацию на тему «Случайные блуждания игрового типа».
В октябре 1959 года был зачислен на должность младшего научного сотрудника НИИ математики и механики ЛГУ. Решением Высшей Аттестационной Комиссии от 13.03.1965 г. И. В. Романовскому присвоено учёное звание старшего научного сотрудника по специальности «вычислительная математика», и в том же году он стал руководителем лаборатории исследования операций в НИИ математики и механики.
В 1968 году И. В. Романовский успешно защитил докторскую диссертацию на тему «Асимптотика рекуррентных соотношений динамического программирования». В октябре 1970 года переведён на должность профессора только что созданной кафедры исследования операций. В 1971 году решением ВАК Иосифу Владимировичу присвоено учёное звание профессора. В 2012 году, после смерти Н. Н. Петрова, стал исполнять обязанности заведующего кафедрой и оставался им до своей смерти.
Читал на матмехе СПбГУ курсы экстремальных задач, дискретного анализа и несколько спецкурсов и вёл несколько спецсеминаров. Скончался 24 февраля 2021 года в Санкт-Петербурге от коронавирусной инфекции.